# Nepalmatoiulus coxahaerens
Nepalmatoiulus coxahaerens är en mångfotingart som beskrevs av Henrik Enghoff 1987. Nepalmatoiulus coxahaerens ingår i släktet Nepalmatoiulus och familjen kejsardubbelfotingar. Inga underarter finns listade i Catalogue of Life.